# Lycaenesthes moultoni
Lycaenesthes moultoni is een vlinder uit de familie van de Lycaenidae. De wetenschappelijke naam van de soort is voor het eerst geldig gepubliceerd in 1911 door Chapman.